# Культура Фаюм А
Культура Фаюм A (часто використовується назва фаюмська культура, однак слід відрізняти її від попередньої фаюмської культури B) - типова неолітична культура додинастичного Єгипту, поєднувала полювання і рибальство зі скотарством, культивації злаків і керамікою.